# Herb Niska
Herb Niska – jeden z symboli miasta Nisko i gminy Nisko w postaci herbu.

## Wygląd i symbolika
Herb przedstawia umieszczoną na zielonej murawie zieloną jodłę na tle srebrnych i czerwonych pionowych pasów. Na murawie umieszczone są trzy kamienie, a tarcza herbowa przecięta jest błękitną wstęgą w kształcie litery S. 
Jodła w herbie nawiązuje do występowania tego gatunku w okolicy, błękitna wstęga symbolizuje rzekę San, natomiast kamienie, eksploatowaną tu niegdyś rudę żelaza

## Historia

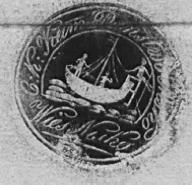
Pieczęć z herbem wsi Nisko z dokumentu z 1833 r.

Dawny herb Niska

Pieczęć wsi Nisko odciśnięta na dokumencie z 1833 roku przedstawia okręt, a na nim trzy postacie. Być może jest to związane z przewozem na Sanie pomiędzy Niskiem a Kłyżowem, bądź bogatą przeszłością flisacko-żeglarską okolicznych terenów.
Późniejsze źródła podają sprzeczne dane odnośnie do autorów herbu i jego historii. Najstarszą wymienianą w źródłach datą jest rok 1929, kiedy to herb Niska zaprojektowali konserwator zabytków J. Piotrowski oraz dyrektor Archiwum Państwowego Ziemskiego we Lwowie, prof. dr Oswald Balzer. Wersja ta przedstawiała jaz wodny oraz trzy kamienie na zielonej murawie, umieszczonej na owalnej tarczy w pionowe biało-czerwone pasy. Projekt ten został jednakże odrzucony na szczeblu wojewódzkim. Kolejne źródło autorstwa Stanisława Chruściela mówi o roku 1932. Powodem zaprojektowania herbu Niska był obyczaj wymieniania się pamiątkowymi proporczykami podczas zawodów sportowych, w których uczestniczyli sportowcy z Niska. Jako autorów projektu podano Stanisława Maroszka i Władysława Samka. Od wersji z roku 1993 herb ten różnił się kolorem murawy – w wersji z 1932 była ona żółta.
Marian Gumowski w książce "Herby miast polskich" z 1960 podał rok 1935 jako datę urzędowego zatwierdzenia herbu Niska.
W 1993 ustalono wzór uchwałą Rady Miasta Nisko, który był jednakże krytykowany przez heraldyków, jako niezgodny z zasadami sztuki heraldycznej. Zasadniczymi błędami herbu było użycie różnych odcieni zieleni, traktowanych jako odrębne kolory oraz nieprzestrzeganie zasady alternacji zakazującej kładzenia w herbach barwy na barwę i metalu na metal.